# Nelma Costa
Nelma Costa (Rio de Janeiro, 1 de fevereiro de 1922 - Rio de Janeiro, 30 de dezembro de 2023) foi uma atriz brasileira. Foi a última atriz remanescente da era muda do cinema brasileiro. Foi considerada a atriz brasileira mais longeva, superando Dercy Gonçalves e Cordélia Ferreira.

## Biografia
Nelma Costa nasceu em 01 de fevereiro de 1922, na cidade do Rio de Janeiro. É descendente de uma família ligada às artes, sendo filha dos atores Álvaro Costa e Cora Costa. Seus avós maternos, Caetano Malgioli e Lívia Maggioli, também foram atores.

## Carreira
A carreira de Nelma Costa iniciou-se em 1925, aos três anos, quando começou a participar de comerciais de sabonetes gravados para o cinema. Em 1928, a convite de Olavo de Barros, estreara em teatro na opereta Kelani. 
Em 1937 entrou para a companhia teatral de Jaime Costa e também integrou a companhia teatral de Mesquitinha. Ao lado de Ítala Ferreira, Custódio Mesquita e Jaime Costa participou, em 1939, da peça Carlota Joaquina, primeira representação teatral da Família Imperial do Brasil.
Ainda em 1939, a convite de Humberto Mauro, participou do curta-metragem Um Apólogo, ao lado de Déa Selva e com narração de Lúcia Miguel Pereira. Tornou-se depois uma estrela da Cinédia, tendo atuado em O Dia é Nosso (1941), Corações Sem Piloto, Caídos do Céu (1946) e Aguenta Firme, Isidoro (1951), sendo dirigida por Luiz de Barros nesses últimos três filmes. 
Após casar-se em 1947, foi se afastando aos poucos do palco. Por muitos anos foi radioatriz, até aposentar-se na década de 1960.

## Morte
Após ficar 20 dias internada, faleceu em 30 de dezembro de 2023 em decorrência de uma arritmia, na cidade do Rio de Janeiro. Sua morte foi divulgada pelo pesquisador e ator Daniel Marano. 

## Filmografia
| Ano  | Título                 | Personagem       | Direção          |
| ---- | ---------------------- | ---------------- | ---------------- |
| 1939 | Um Apólogo             | Agulha           | Humberto Mauro   |
| 1941 | O Dia é Nosso          | Enfermeira Laura | Milton Rodrigues |
| 1944 | Corações Sem Piloto    | Mocinha          | Luiz de Barros   |
| 1946 | Caídos do Céu          | Olinda           | Luiz de Barros   |
| 1951 | Aguenta Firme, Isidoro | Rita Molina      | Luiz de Barros   |

## No teatro (parcial)[8]
- 1928 - Kelani
- 1931 - Berenice
- 1937 - O Gosto da Vida
- 1937 - Assim... Não É Pecado
- 1938 - Malibu
- 1938 - O Homem Que Nasceu Duas Vezes
- 1938 - Tinoco
- 1939 - A Flor da Família
- 1939 - Carlota Joaquina
- 1940 - Crepúsculo [9]
- 1941 - Ciumenta
- 1941 - Hotel da Felicidade[3]
- 1941 - Tudo pela Moral
- 1941 - Casado sem Ter Mulher[3]
- 1942 - A Família Lero-Lero
- 1942 - Emboscada Nazista
- 1942 - O Burguês Fidalgo
- 1942 - O Menino Jesus
- 1943 - A Família Lero-Lero
- 1943 - Emboscada Nazista
- 1945 - Grande Marido
- 1945 - Momo na Fila
- 1945 - O Costa do Castelo
- 1945 - O Meu Nome É Doutor
- 1946 - O 13º Mandamento
- 1946 - Onde Está Minha Família?
- 1946 - Venha a Nós...
- 1946 - O Tio de Napoleão
- 1947 - A Canção de Nápoles